# The Fountain
The Fountain (prt: O Último Capítulo ou The Fountain - O Último Capítulo; bra: Fonte da Vida) é um filme de drama romântico estadunidense de 2006 que combina elementos de fantasia, história, religião e ficção científica. É dirigido por Darren Aronofsky, e estrelado por Hugh Jackman e Rachel Weisz. O filme é composto por três linhas de história em que Jackman e Weisz desempenham diferentes conjuntos de personagens que podem ou não ser as mesmas duas pessoas: um cientista moderno e sua esposa, doente de câncer, um conquistador e sua rainha, e um viajante do espaço no futuro que alucina seu amor perdido. As linhas entrelaçadas — da história com o uso de jogo de cortes e recorrentes motivos visuais — refletem os temas do amor e da mortalidade .
Aronofsky tinha planejado originalmente dirigir The Fountain em um orçamento de 70 milhões de dólares junto com Brad Pitt e Cate Blanchett nos papéis principais, mas a retirada de Pitt e derrapagens de custos levou a Warner Bros. a encerrar a produção. O diretor reescreveu o script a ser escasso, e foi capaz de ressuscitar o filme com um orçamento de US$35 milhões com Jackman e Weisz nos papéis principais. Produção ocorreu principalmente em um cenário de som em Montreal, Quebec, e o diretor fez uso da macrofotografia usada para criar efeitos visuais fundamentais para The Fountain a um baixo custo.

## Sinopse
O filme se inicia com uma citação da Bíblia, uma epígrafe relativa à Árvore do Conhecimento e à Árvore da Vida. O enredo se desenvolve em três épocas, sem uma clara definição de limites entre realidade e ficção.
Na Espanha do século XVI, o conquistador Tomas Creo parte para o Novo Mundo em busca da lendária árvore da vida.
Nos tempos atuais a mulher do pesquisador Tommy Creo está a morrer de câncer, mas ele procura desesperadamente a cura que pode salvar Izzi.
Sua esposa, fascinada pela civilização maia, está escrevendo um manuscrito que conta a história de Tomás Verde e da Rainha Isabel.
Uma terceira história une as duas primeiras: no século XXVI, o astronauta Tom finalmente consegue a resposta para as questões fundamentais da existência.
O filme integra aspectos relacionados à ciência e ao esoterismo, incluindo diversas referências à concepção de cosmogonia da cultura maia. O astronauta realiza durante sua jornada diversas posturas de meditação associadas às práticas de ioga e Tai Chi Chuan.

## Elenco
- Hugh Jackman (Tomas Creo, Tommy Creo e Tom)
- Rachel Weisz (Izzi e a Rainha Isabel)
- Marcello Bezina (Conquistador)
- Alexander Bisping (Del Toro)
- Ellen Burstyn (Lillian)
- Mark Margolis (Padre Avila)
- Cliff Curtis (Capitão Ariel)
- Sean Gullette
- Donna Murphy (Betty)
- Ethan Suplee (Manny)
- Sean Patrick Thomas (Antonio)

## Temas

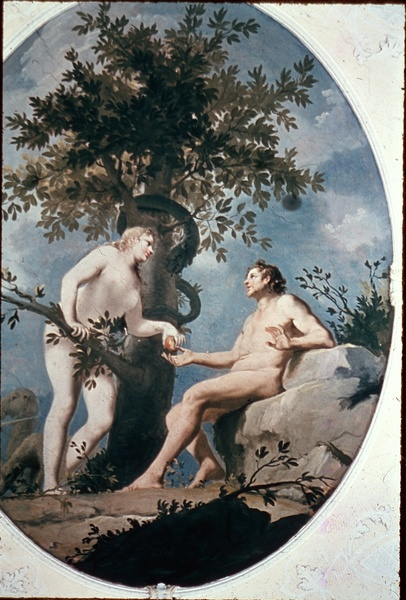
Crença judaico-cristã é um tema no filme, particularmente de Adão e Eva e a Queda do homem do Livro de Gênesis

Darren Aronofsky descreveu o núcleo do filme como "uma história de amor muito simples", sobre um homem e uma mulher no amor, com a mulher morrer jovem. O diretor pesquisou pessoas que estavam morrendo jovem, e aprendeu com os médicos e profissionais de saúde que tais pacientes encontrar novas formas de enfrentamento. Aronofsky observa que os pacientes geralmente morrem mais só porque suas famílias não podem reconhecer o que acontece com eles, chamando-o de "uma tragédia incrível": 
 "Em vez de enfrentar esta tragédia de terror, ela está chegando a um acordo com o que está acontecendo com ela... Muitos pacientes realmente começar a abrir-se à possibilidade de o que está acontecendo com eles, mas há muito pouco vocabulário para ajudá-los a lidar... Nós decidimos expandi-lo com essa mulher [Izzi] oferecendo um presente para o marido de uma metáfora que lhe diz onde ela vem. Espero que com o tempo ele vai ser capaz de compreendê-lo e, basicamente, chegar onde ela está."
O tema de The Fountain de medo da morte é "um movimento das trevas para a luz, do preto ao branco" que traça a jornada de um homem com medo da morte e se movendo em direção a ela. O filme começa com uma paráfrase de Gênesis 3:24, a passagem bíblica que reflete a Queda do homem. Hugh Jackman enfatizou a importância da queda no filme: "No momento em que Adão e Eva comeram da Árvore da Ciência do Bem e do Mal, os seres humanos começaram a experimentar a vida como todos nós experimentamos agora, o que é a vida e a morte, pobres e ricos, dor e prazer, o bem e o mal. vivemos em um mundo de dualidade. Marido, esposa, nos relacionamos com tudo. E muito de nossas vidas são gastas em não querer morrer, ser pobre, experiência com a dor. É o que acontece com o filme." Aronofsky também interpretou a história de Gênesis como a definição de mortalidade para a humanidade. Ele perguntou da Queda, "Se eles tivessem bebido da Árvore da Vida [em vez da Árvore do Conhecimento] o que teria os separado de seu criador? Então, o que nos torna humanos é realmente a morte. É o que nos faz especial."

## Produção

### Desenvolvimento

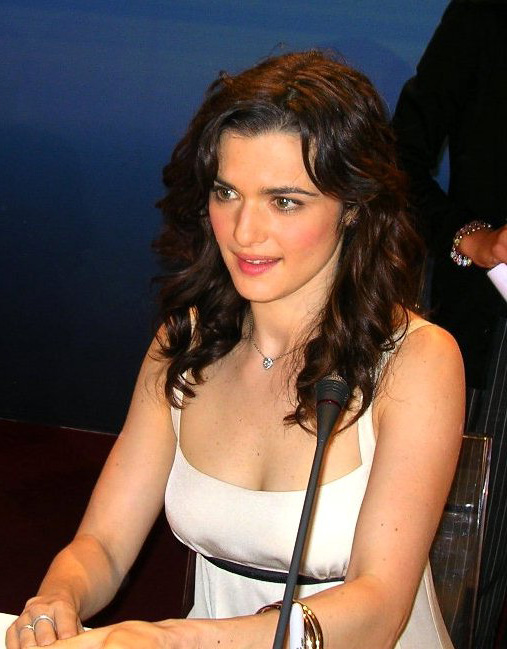
Produção de The Fountain passou por várias fases de casting. Rachel Weisz (foto) se juntou ao elenco em agosto de 2004, depois de Cate Blanchett mudar-se para outros projetos.

Diretor Darren Aronofsky procurou produzir The Fountain após o lançamento de Requiem for a Dream, em 2000. Em abril de 2001, ele entrou em negociações com a Warner Bros. e Village Roadshow para dirigir o filme, em seguida, sem título, com o ator Brad Pitt no papel principal. Requiem for a Dream foi exibido para Pitt, e o roteiro preliminar para The Fountain convenceu o ator a participar do projeto. Aronofsky se preparou para a produção viajando com um grupo para a América Central para consultar com especialistas maias e para explorar as ruínas mexicanas de Palenque. O grupo também visitou Tikal, um local selva de destaque em 1977 do filme Star Wars. Além da viagem, os filmes Aguirre, der Zorn Gottes e The Holy Mountain foram selecionados para o elenco inspirá-la na concepção de um conjunto de floresta tropical para The Fountain. Em junho de 2001, a atriz Cate Blanchett entrou em negociações para se juntar ao projeto de Aronofsky. Aronofsky, que queria que o título real do filme fosse um segredo, deu ao projeto o título provisório de The Last Man. A produção foi adiada para melhorar o script e esperar por Blanchett, grávida quando ela se juntou ao elenco, para dar à luz seu filho em dezembro de 2001. A data de início de produção foi provisoriamente fixado no verão de 2002.
Em junho de 2002, a Warner Bros. se reuniu com Aronofsky e o produtor Eric Watson, expressando preocupações sobre um orçamento crescente e ameaçando deixar o projeto caso um cofinanciador não fosse encontrado. Watson pediu apoio de produtoras independentes e foi capaz de alistar Regency Enterprises para obter assistência. Produção foi finalmente marcada para o final de outubro de 2002, em Queensland e Sydney, na Austrália. O filme, intitulado oficialmente The Fountain, era "sinal verde" (aprovado para produção), com um orçamento de $70 milhões, cofinanciado pela Warner Bros. e New Regency, que preencheu a lacuna após a Village Roadshow retirar-se do projeto. Preparação para a produção de The Fountain custou $18 milhões. Abruptamente, Pitt, cujo roteiro havia solicitado revisões que não foram atingidas, deixou o projeto sete semanas antes do primeiro dia de filmagem. O ator passou a ser Aquiles, em Troy do diretor Wolfgang Petersen. Com o estúdio ameaçando encerrar o projeto, Aronofsky enviou o roteiro para o ator Russell Crowe como um substituto em potencial para Pitt. No entanto, Crowe, desgastado de completar recentemente Master and Commander: The Far Side of the World, declinou. Em setembro de 2002, Jeff Robinov, presidente de produção da Warner Bros. Pictures, anunciou que The Fountain iria cessar a produção, com Blanchett receber uma compensação por seu tempo e a equipe australiana ser demitido a partir da parada do projeto. Conjuntos construídos para a produção do filme, incluindo um templo maia de 10 andares, acabaram sendo leiloados, além de adereços e outros itens. Pitt disse que estava desapontado em sair, e acrescentou: "Continuo incentivado que The Fountain ainda terá o seu dia."
Aronofsky começou a desenvolver outros filmes. Quando ele olhou para os livros que ele usou para a pesquisa para The Fountain, ele decidiu voltar para The Fountain, sentindo-se mais perto dele criativamente do que os outros projetos possíveis. Sem um estúdio e um ator, ele decidiu escrever uma versão "sem orçamento" do filme, usando suas experiências filmando Pi e Requiem for a Dream com pequenos orçamentos. Em fevereiro de 2004, a Warner Bros. ressuscitou o projeto de Aronofsky e começou a procurar o ator Hugh Jackman para substituir Pitt no papel principal. O filme recebeu uma segunda luz verde, com um orçamento de $35 milhões, em parte por causa da vontade do diretor em deixar conjunto de peças caras fora do roteiro. Em agosto, a atriz Rachel Weisz se juntou a Hugh Jackman para o filme, preenchendo a vaga deixada por Blanchett. As filmagens duraram 60 dias no início de 2005 e teve lugar, principalmente em um cenário de som em Montreal.

### Roteiro

Misticismo judaico é um tema no filme anterior de Aronofsky Pi; a Árvore da Vida a partir do livro de Gênesis e a Cabala foram inspirações para The Fountain

Darren Aronofsky e seu amigo Ari Handel criaram a história de The Fountain, e Aronofsky escreveu o roteiro. Quando Aronofsky viu The Matrix em 1999, ele considerou um filme que redefiniu o gênero de ficção científica. Ele procurou fazer um filme de ficção científica que vai explorar um novo território no gênero como The Matrix e seus antecessores Star Wars e 2001: A Space Odyssey. Aronofsky tinha em mente um filme de ficção científica que vai além dos outros filmes cujos enredos foram impulsionadas pela tecnologia e ciência. O diretor disse: "Nós vimos tudo. Não é realmente interessante para o público mais. As coisas interessantes são as idéias; a busca de Deus, a busca de sentido."
Em 1999, quando Aronofsky tinha 30 anos, seus pais foram diagnosticadas com câncer. Ele começou a refletir sobre a mortalidade humana, "que era um pesado momento muito emocional. Eu sei que é uma idade muito jovem, mas transformar trinta marcas quando seus vinte anos são mais e você pode começar a considerar, 'Uau, um dia desses eu vou realmente morrer'". Enquanto seus pais superavam o câncer, ele começou a se concentrar no conceito de um jovem salvar um ente querido de uma doença com risco de vida. Ele compartilhou o conceito com Handel, seu companheiro de quarto da escola de graduação na Universidade de Harvard. Handel obteve um doutorado em neurociência na Universidade de Nova York, mas não tinha certeza sobre um futuro em neurociência. Ele lembrou a discussão, "Darren e eu começamos a conversar sobre a história. Continuamos querendo falar mais sobre o assunto, como a história foi ficando maior. Decidi fazer algumas escolhas de vida para continuar a trabalhar com Darren, porque foi muito divertido."
O diretor contou com uma mudança de localidade para inspirá-lo a escrever Pi e Requiem for a Dream. Para The Fountain, Aronofsky foi inspirado por uma viagem de pesquisa que ele teve para a Guatemala com Handel para aprender sobre a história maia e filosofia. O roteiro de The Fountain foi influenciado pelos relatos do jornalista uruguaio Eduardo Galeano, que escreveu exemplos de mito a partir de uma perspectiva indígena, Particularmente a trilogia Gênesis de Galeano. O filme Once Upon a Time in America também serviu como uma influência sobre o roteiro. Aronofsky, influenciado pelo The Conquest of New Spain de Bernal Díaz del Castillo, aplicado a narrativa por escrito nas cenas do conquistador do filme.
Aronofsky percebeu que desde que começou a escrever em 2000, as cenas de batalhas entre os exércitos dos maias e conquistadores, a trilogia O Senhor dos Anéis, Troia, King Arthur, e outros filmes haviam apresentado cenas enormes de batalhas. Sentia-se menos inclinado a imitar a escala e reescreveu a batalha para ser principalmente entre o personagem conquistador de Jackman e os Maias. O diretor percebeu que, com um homem contra o exército, a reescrita é uma metáfora apropriada para o tema de seu filme de um homem que desafia as probabilidades de fazer o impossível e vencer a morte.
Os cineastas pesquisaram viagens espaciais e da cultura maia, incluindo sua história, religião e espiritualidade. Eles participaram de cirurgias cerebrais com os atores. Com a pesquisa no local, Aronofsky disse: "Nós decidimos que as coisas que queríamos ser puramente factual e que as coisas que queríamos para dobrar." O diretor não se esforçou para ser historicamente exato com os vários períodos de tempo, percebendo todo o filme como um cenário de um conto de fadas. Ele disse: "Era mais sobre a pintura de uma relação entre a rainha e seu guerreiro, e apenas usando isso para mais razões de fantasia."

### Elenco

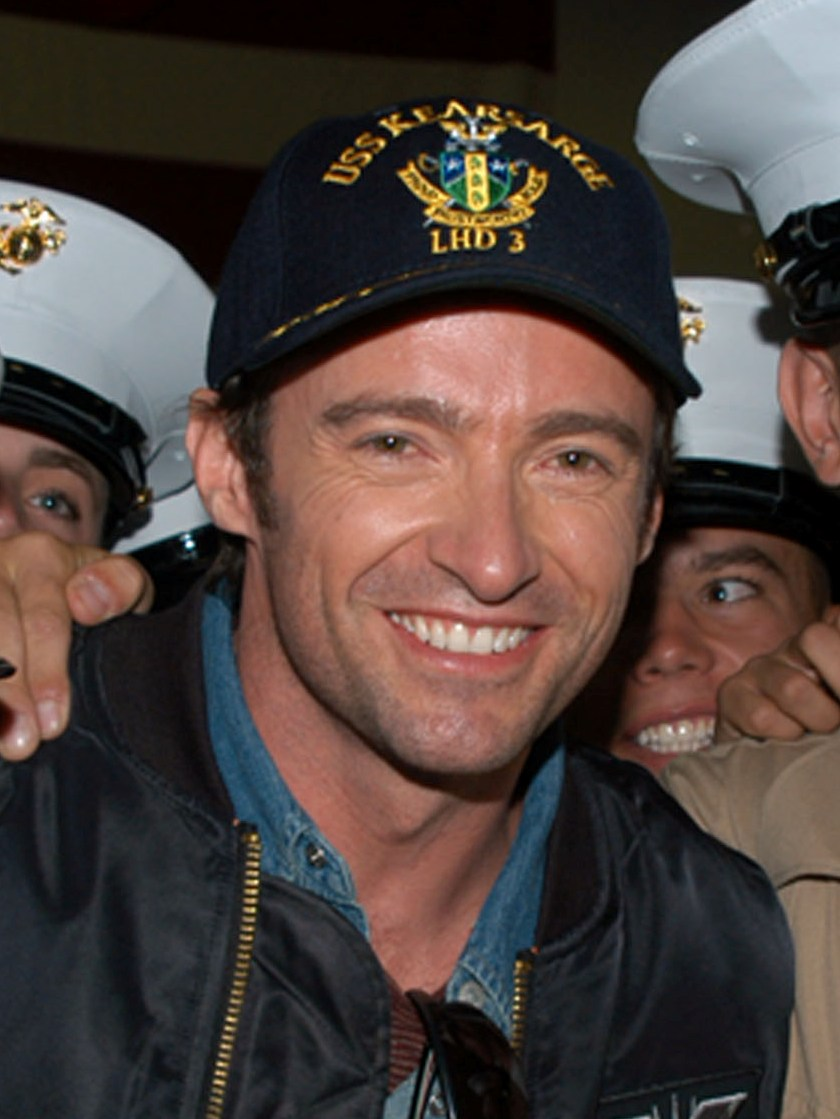
Hugh Jackman—que interpreta vários personagens em The Fountain—foi escolhido para estrelar o filme depois de Brad Pitt desistir e o projeto ser interrompido.

Aronofsky viu Hugh Jackman atuar como Peter Allen em musical da Broadway The Boy from Oz e ficou impressionado com o seu desempenho. O diretor se reuniu com Jackman, que procurou "um papel que poderia mostrar um monte de dimensão", e lançou-o no papel principal em The Fountain. Jackman atuou anteriormente como o personagem musculoso Wolverine dos filmes X-Men, então para The Fountain, ele exerceu a adotar uma figura mais magra. Jackman praticado t'ai chi durante sete meses para demonstrá-lo em 30 segundos em uma cena. Ele também praticava yoga há mais de um ano para atingir a posição de lótus nas cenas passadas no espaço. Para essas cenas quando ele é visto na posição em pleno ar, ele estava imerso em uma piscina e aproveitado para um equipamento que ele girava 360 graus para que suas roupas flutuassem livremente sobre ele.
Jackman também assistiram a uma mulher se submeter a cirurgia de tumor cerebral e ficou abalado ao ver a mulher ter cabelos loiros semelhante à sua esposa: "Tudo o que eu conseguia pensar era minha esposa naquela mesa. Por mais que eu li o roteiro e teorizado e praticado filosofia, eu soube naquele momento que eu não estava tão preparado para a morte". Para seus vários personagens, o ator assumiu uma postura diferente para cada personagem. Como o conquistador, Jackman estava em pé e para a frente de tendência para evocar uma natureza imparável. Como o cientista, o ator curvado com um foco específico sobre o trabalho de seu personagem, estando abatido pelo "mundo em seus ombros." Como o viajante do espaço, Jackman praticado o estado de zen, mas também exibiu uma persistência continua em seu esforço.
Jackman sugeriu que Aronofsky escolhesse Rachel Weisz como a esposa de seu personagem. O diretor, que estava em um relacionamento com a atriz, tinha inicialmente hesitado em mostrar os sinais de estúdio de favoritismo em lançar Weisz. Com recomendação fervorosa de Jackman, a atriz foi escalado como Izzi/Isabel. Para seu papel, Weisz leu livros e relatos em primeira pessoa sobre pessoas que tinham doenças terminais. A atriz também visitou hospitais para ver os jovens que estavam morrendo e sob cuidados paliativos. "Houve alguns dias em que eu estava no headspace onde eu poderia dizer: "Eu poderia ir agora'," disse Weisz.
The Fountain também é estrelado por Ellen Burstyn como Dr. Lillian Guzetti, chefe de Tom, e Mark Margolis como Pai Avila, que acompanha Tomás o conquistador. Burstyn e Margolis apareceu em Requiem for a Dream de Aronofsky, e o diretor escreveu os papéis de script para ambos. Sean Patrick Thomas, Donna Murphy, e Ethan Suplee foram lançados como assistentes de trabalho de laboratório de Tom. Cliff Curtis foi escalado como capitão Ariel, um companheiro conquistador, e Stephen McHattie foi escalado como Grande Inquisidor Silecio, um fanático religioso que ameaça a rainha espanhola. Setenta extras foram lançados como guerreiros maias, incluindo vinte que tinham origens maias reais da Guatemala. Um dos vinte, um líder espiritual da vida real, foi escalado como o líder espiritual Maia no filme.

## Prémios e nomeações
- Recebeu uma nomeação ao Globo de Ouro de melhor banda sonora, que foi ganho por The Painted Veil.[37]